# Paula Cañellas Alba
Paula Cañellas Alba (Palma, 25 de enero de 1874 - Palma, 1940) fue una maestra krausista y feminista mallorquina.

## Biografía
Destacó en la docencia y en la labor cívica. En 1890 fue maestra superior de la Escuela Normal de Maestros. En 1904, desde postulados feministas, organizaba las primeras colonias escolares para muñecas y que ella misma dirigiría cada año hasta 1920. Organizó un total de dieciocho colonias escolares para niñas.
En 1915 fundó el Instituto de Estudios Superiores para Mujeres, del Ayuntamiento de Palma. Debía encargarse de proporcionar a las madres de familia los conocimientos necesarios para la labor del hogar, preparar a las alumnas para el acceso a la enseñanza secundaria, para el magisterio de las primeras letras, para el ingreso en la Escuela Superior de Maestros o en la Escuela Superior de Comercio y prepararlas para las oposiciones al cuerpo auxiliar de telegrafía.
El conservadurismo sociológico y la Iglesia, temerosa del laicismo del Instituto, consiguieron que se cerrará al cabo de muy poco de su apertura. Cañellas se declaraba defensora del feminismo, que definía como la lucha de las mujeres por conseguir su independencia económica para poder elegir su destino. Denunciaba la situación de la mujer española, totalmente sometida al varón, por la dependencia jurídica a la que la sometían leyes injustas e irracionales. La maestra Cañellas abogaba por educar a las mujeres para sí mismas: para disfrutar de la cultura, para poder trabajar y para tener una proyección cívica.